# Carlos Enrique Soto
Carlos Enrique Soto Jaramillo (Marinilla, Antioquia, 16 de julio de 1954-Pereira, 14 de septiembre de 2020) fue un político colombiano, que ejerció como senador por el Partido de la U. Ejerció su carrera política en el Departamento de Risaralda.

## Trayectoria
De origen humilde, luego de liderar procesos comunitarios en la década de 1980, Carlos Enrique Soto, fue elegido concejal de la ciudad de Pereira, como miembro del Partido Liberal, por dos períodos consecutivos, primero entre 1988 y 1990 y luego entre 1990 y 1992, cuando también fue Presidente de la Corporación.
También por el Partido Liberal fue, durante tres períodos consecutivos, Diputado de la Asamblea Departamental de Risaralda: entre 1992 y 1994, entre 1994 y 1997, y entre 1997 y 2000 y en esta corporación, también se desempeñó como presidente.
En 2002, cuando le hizo campaña al candidato independiente Álvaro Uribe, fue elegido Representante a la Cámara de Representantes por Risaralda por el Partido Liberal y pronto se unió a la coalición uribista. Desde entonces, el Partido Liberal amenazó con quitarle su aval, pero la ruptura solo ocurrió en octubre de 2003 cuando Soto renunció al partido, cuatro meses después de que anunciara su participación en el nuevo partido "uribista".
Por lo tanto, Soto fue uno de los primeros en unirse al ahora conocido como Partido de La U. Desde entonces hizo parte de las directivas del Partido, primero como miembro del Comité Directivo y luego como Presidente de la colectividad en Risaralda.
Ya como miembro de la bancada de La U y de la Comisión Primera de la Cámara, encargada de temas constitucionales, fue ponente de los dos actos legislativos que permitieron la reelección de Uribe en 2006.
En 2006 encabezó la lista de La U a la Cámara en Risaralda resultando electo como representante. Durante esa legislatura volvió a buscar una reforma para permitir la reelección de Uribe y fue uno de los principales impulsores de la recolección de firmas en Risaralda.
En 2010 saltó al Senado, avalado por el Partido de La U; llegando a ser miembro de la comisión primera del Senado de la República y miembro de la comisión de vigilancia y control electoral, la cual presidio.
También fue candidato al Senado por el partido de la U, en las elecciones al congreso para el periodo 2014 -2018, en las cuales salió elegido Senador de la República de Colombia, para un segundo periodo en esta corporación. Fue demandado y perdió su curul.
Falleció el 14 de septiembre de 2020 a los 66 años a causa de un infarto.

## Actividad legislativa
Algunas de las posiciones de Carlos Enrique Soto en el Congreso han sido las siguientes:
- Sanciones no privativas de la libertad al porte de drogas.
- Cadena perpetua para asesinos y violadores de menores de edad.
- Segunda reelección presidencial.
- Sostenimiento económico de familias de secuestrados.
- Creación de la Agencia Central de Inteligencia de Colombia.

## Pérdida de investidura
Fue despojado de su cargo como senador de la República e inhabilitado de por vida para ejercer cárgos públicos en consecuencia del pago de horas laboradas a su hijastro, aun cuando este se encontraba por fuera del país. La demanda fue realizada en conjunto por el concejal Carlos Alfredo Crosthwaite apoyado por Pablo Bustos y el estudiante de derecho Daniel Silva.